# Arthur O. Lovejoy
Arthur Oncken Lovejoy (Berlín, 10 de octubre de 1873 - Baltimore, 30 de diciembre de 1962) fue un filósofo e historiador intelectual estadounidense muy influyente, fundador en la Norteamérica del siglo XX del campo conocido con el nombre de historia de las ideas.

## Trayectoria
Arthur Lovejoy nació en Berlín, Alemania, donde su padre bostoniano, Wallace William Lovejoy, realizaba investigaciones médicas como posgraduado. Se había casado con la alemana Sarah Agnes, que era la hija más joven de Johann Gerhard Oncken, destacado miembro de los baptistas alemanes. Se casaron el 24 de septiembre de 1872, y nació Arthur Lovejoy un año después. En mayo de 1874 la familia regresó a Boston. Allí, en abril de 1875 su madre falleció, por una sobredosis de somníferos. No se sabe si fue un error o si se suicidó. A raíz de ello, su padre dejó la medicina y se ordenó sacerdote.
Arthur Lovejoy estudió filosofía, primero en la Universidad de California, luego en Harvard bajo la tutela de William James y Josiah Royce. En 1901 renunció a su primer trabajo en la Universidad de Stanford, en protesta contra el despido de un colega que había ofendido a uno de los financiadores. 
El presidente de la universidad lo vetó a partir de entonces, y prohibió que se le contratara nuevamente, argumentando que se trataba de una persona conflictiva. De todos modos, durante la década siguiente dio clases en la Universidad de Washington, en la Universidad de Columbia y en la Universidad de Misuri. Nunca se casó. 
Como profesor de filosofía en la prestigiosa Johns Hopkins University de 1910 a 1938, Lovejoy fundó y presidió por muchos años el «Club de Historia de Ideas de la Universidad», donde varios historiadores del pensamiento y de la sociedad, afamados, trabajaban junto con críticos literarios. 
En 1940, fundó la famosa revista Journal of the History of Ideas, aún vigente. Lovejoy señalaba que la historia de las ideas debería enfocar precisamente conceptos unitarios, incluso formados por una mera palabra, para ver cómo se combinaba con otras más o menos similares en cada momento histórico.
En epistemología, Lovejoy tuvo influjo crítico en el movimiento pragmático; así, en su ensayo Thirteen Pragmatisms.[cita requerida]
Lovejoy fue un polemista activo. Destacó en el debate sobre libertades civiles de la era de persecuciones del senador McCarthy.[cita requerida]

## Libros
- Primitivism and Related Ideas in Antiquity (1935), (con George Boas). Johns Hopkins U. Press. 1997 edition: ISBN 0-8018-5611-6
- The Great Chain of Being: A Study of the History of an Idea (1936), Harvard University Press. Reprinted by Harper & Row, ISBN 0-674-36150-4, 2005 paperback: ISBN 0-674-36153-9. Su obra más citada, basada en sus William James Lectures en Harvard de 1933. Tr. La gran cadena del ser, Icaria, 1983.
- Essays in the History of Ideas (1948), Johns Hopkins U. Press. 1978 edition: ISBN 0-313-20504-3
- The Revolt Against Dualism (1960), Open Court Publishing. ISBN 0-87548-107-8.
- Reflections on Human Nature (1961), Johns Hopkins U. Press. ISBN 0-8018-0395-0